# Antonio del Giudice
Antonio del Giudice (* 16. April 1913 in Casoria, Provinz Neapel, Italien; † 20. August 1982) war ein römisch-katholischer Erzbischof und Diplomat des Heiligen Stuhls.

## Leben
Antonio del Giudice empfing am 22. Februar 1936 das Sakrament der Priesterweihe für das Bistum Andria.
Am 18. April 1962 ernannte ihn Papst Johannes XXIII. zum Titularerzbischof von Hierapolis in Syria und bestellte ihn zum Apostolischen Delegaten in Korea. Kardinalstaatssekretär Amleto Giovanni Cicognani, spendete ihm am 29. Juni desselben Jahres die Bischofsweihe; Mitkonsekratoren waren der Weihbischof in Neapel, Paolo Savino, und der Bischof von Telese o Cerreto Sannita, Felice Leonardo. Am 31. Dezember 1963 wurde Antonio del Giudice Internuntius und am 5. September 1966 schließlich Apostolischer Pro-Nuntius in Korea. Papst Paul VI. ernannte ihn am 19. August 1967 zum Apostolischen Nuntius in der Dominikanischen Republik. Am 2. Dezember 1970 wurde Antonio del Giudice Apostolischer Nuntius in Venezuela. Paul VI. ernannte ihn am 18. Dezember 1974 zum Apostolischen Nuntius in Malta. Am 22. Dezember 1978 bestellte ihn Papst Johannes Paul II. zum Apostolischen Pro-Nuntius in Kuwait und im Irak.
Antonio del Giudice nahm an der ersten, zweiten und dritten Sitzungsperiode des Zweiten Vatikanischen Konzils teil.